# Emmett Toppino
Martin Emmett Toppino (né le 1er juillet 1909 — mort le 8 septembre 1971, à La Nouvelle-Orléans) était un athlète américain, spécialiste du sprint.
Il remporte la médaille d'or du relais 4 × 100 m lors des Jeux olympiques de 1932, en courant de la deuxième fraction et en battant le record du monde en 40 s 0.